# Kućeli
Kućeli es una localidad de Croacia en el municipio de Matulji, condado de Primorje-Gorski Kotar.

## Geografía
Se encuentra a una altitud de 444 m s. n. m. a 182 km de la capital nacional, Zagreb.

## Demografía
En el censo 2011 el total de población de la localidad fue de 455 habitantes.
| Gráfica de población de Kućeli 1857-2011                            |
|                                                                     |
| Según los censos de población de la oficina estadística de Croacia. |